# Špaga (gimnastični element)
Špaga je gimnastični element, pri katerem da gimnastičar(-ka) iztegnjeni nogi narazen za 180°, tj. za pol kroga. Kot element je priznan v moški in ženski športni gimnastiki pa tudi v ritmični gimnastiki.
Tisti bolj gibljivi lahko razširijo noge tudi za več kot 180°, tako, da si dajo na eno ali na obe strani dva stola ali kaj podobnega (npr. pručko), pri čemer dajo eno nogo na en stol, drugo pa na drugi stol (če ga imajo, v nasprotnem primeru imajo drugo nogo na tleh) in poskusijo priti s trupom na tla. 
Obstajata dve vrsti špage. Ena je moška in druga ženska. Pri ženski je izvajalec obrnjen v levo ali desno in ima spredaj levo ali desno nogo. Pri moški pa je obrnjen naravnost in ima obe nogi vstran, eno v levo in drugo v desno stran. Čeprav se imenujeta moška oz. ženska, seveda tudi ženske izvajajo moško ter obratno.